# Kajagoogoo
Kajagoogoo war eine britische Popgruppe, die ihre größten Erfolge zwischen Anfang 1983 und Herbst 1984 mit Titeln wie Too Shy, Big Apple und The Lion’s Mouth hatte.

## Bandgeschichte
Die Vorläuferband Art Nouveau wurde 1979 als reine Instrumentalgruppe mit Nick Beggs am E-Bass, Steve Askew an der Leadgitarre, Stuart Croxford Neale am Keyboard und Jeremy „Jez“ Strode am Schlagzeug im Ort Leighton Buzzard (England) gegründet; die erste Single, The Fear Machine, wurde von der Musikkritik gut bewertet, war u. a. Record of the Week der Musikzeitschrift Sounds und wurde in der John-Peel-Show gespielt. Als es trotzdem zu keinem Plattenvertrag kam, beschloss die Gruppe sich neu aufzustellen und einen Sänger zu suchen. Über eine Anzeige im Melody Maker stieß Limahl zur Band, die nun in Kajagoogoo umbenannt wurde.
Nach einem Auftritt im Embassy Club in London unterzeichnete das Quintett Mitte 1982 einen Plattenvertrag bei EMI. Ihre erste Single Too Shy landete Anfang 1983 in acht europäischen Ländern auf Platz 1 der Singlecharts. Selbst in den USA schoss das Lied auf Platz 5. Das Debütalbum White Feathers erreichte europaweit hohe Chartplatzierungen, die Folgesingles Ooh to Be Ah und die Ballade Hang on Now wurden in England Top-20-Hits.
Mehr als ihren musikalischen Fähigkeiten oder Arrangements verdankte Kajagoogoo den Erfolg ihrem modischen Aussehen und den Teenager-Magazinen, welche die Gruppe mit zahlreichen Titelstorys förderten und im Gegenzug ihre Auflagen steigerten. Insbesondere der recht kleine Sänger Chris Hamill mit dem Künstlernamen/Ananym Limahl war bei den Mädchen beliebt. Aber auch Nick Beggs platinblonde Rastazöpfchen hatte man so noch nicht gesehen. Als einer der Ersten machte er das Nasenpiercing außerhalb des Punk zur Mode.
Nachdem Limahl 1983 die Band während der ersten Tournee je nach Darstellung verließ bzw. verlassen musste und eine Solokarriere begann, verblasste das Interesse an der Gruppe schnell. Der Rest der Band verkürzte ihren Namen auf Kaja und brachte auch weitere Singles und ein Album heraus, konnte sich aber nicht neu positionieren. Mitte 1985 verließ auch Schlagzeuger Jez Strode die Band, die daraufhin am 28. November 1985 offiziell aufgelöst wurde.
Wegen des immensen Erfolges der ersten Single (weltweit vier Millionen verkaufte Tonträger), der durch spätere Veröffentlichungen nicht annähernd wieder erreicht werden konnte, nennt man die Band auch häufig One-Hit-Wonder. Too Shy ist und bleibt eines der Lieder der 1980er-Jahre, die auf vielen Best-of-Compilations dieser Musikdekade zu finden sind.

## Getrennte Wege 1985–2003
Bassist Nick Beggs beteiligte sich 1988 an der Formation Ellis, Beggs & Howard (Big Bubbles, No Troubles), die auf dem Album Homelands melodiösen Ethnopop veröffentlichte. 1990 schloss er sich der Gruppe Iona an, die zusammen mit Beggs zwei Alben produzierte: The Book of Kells und Beyond These Shores. In den späten Neunzigern arbeitete er mit einer Vielzahl von Künstlern zusammen, wie beispielsweise Alphaville, Belinda Carlisle, Howard Jones, Kim Wilde, Michael Bolton, Gary Numan und Midge Ure. Im Jahr 2002 erschien sein erstes Solo-Album Stick Insert und zwei Jahre danach The Maverick Helmsman.
Steve Askew gründete im Sommer 1988 bei Polydor Records The Smalltown Elephants. Sie brachten eine einzige Single heraus, Walking on Ice, und waren die Vorgruppe von a-ha während deren UK-Tour.
Jez Strode baute eine erfolgreiche Verleihfirma für Musikausrüstungen auf.

## Wiedervereinigung 2003, neues Album und zweite Auflösung 2010
Ende 2003 kam es im Rahmen der VH1-Sendung Bands Reunited zu einer einmaligen Wiedervereinigung von Kajagoogoo in der Original-Besetzung. Der Kajagoogoo Reunion Gig fand am 26. Oktober 2003 im Scala Club, London statt. Die Gruppe spielte live Too Shy, Hang on Now und Limahls Hit The Never Ending Story. Die Zusammenkunft war nicht von den Bandmitgliedern geplant. Der Sender VH1 war es, der auf recht unterhaltsame Weise das Treffen aller Mitglieder organisierte, ohne sie vorher über den Zweck, die Reunion, kontaktiert zu haben. Die Sendung wurde am 26. Januar 2004 ausgestrahlt. Laut Limahl trafen sich alle fünf Bandmitglieder zwei Wochen nach dem Auftritt, um die Möglichkeiten eines echten Comebacks auszuloten. Die Gespräche über das Projekt Kajagoogoo 2 endeten ohne Ergebnis.
Seit 2004 spielte die Band als Trio (nun auch ohne Jez Strode) wieder zusammen. Mitte 2004 brachte Kajagoogoo alle früheren Werke (die es bis dato nur auf Vinyl gab) als Remastered-Edition mit Bonus-Tracks auf den Markt. Im Herbst 2005 erschien auf einem Sammel-Album unterschiedlicher Künstler (This Is Not Retro: This Is the Eighties Up to Date) ein exklusiver Non-Album-Track namens Tears.
Im Juni 2007, nach über zwanzig Jahren seit der letzten Auskopplung Shouldn’t Do That, kam eine neue Single von Kajagoogoo heraus: Rocket Boy. Laut „The Perfect Three“, wie Nick Beggs seine Band zu diesem Zeitpunkt nannte, sollte das Album voraussichtlich 2008 fertiggestellt werden. Um Rocket Boy mit einem Augenzwinkern ein wenig zu promoten, nahm Beggs ein Video mit einer Webcam auf. Dieser nicht ernst gemeinte Gag ist auf diversen Videoportalen zu sehen. Darauf angesprochen sagte er grinsend im zweiten Kajagoogoo Pod Cast: dieser Videoclip sieht nur so aus, als ob er mit einer Webcam in seinem Tonstudio aufgezeichnet worden wäre. In Wahrheit ist das eine sehr teure Produktion, die in einem Hollywood Studio mit CGI Effekten versehen wurde. Es sollte so aussehen, wie in dem Tonstudio in Leighton Buzzard, Bedfordshire.
Im Februar 2008 kündigte Kajagoogoo an, wieder in der Originalbesetzung aufzutreten sowie das zuvor (ohne Jez Strode und Limahl) produzierte Album Gone to the Moon zu veröffentlichen. Das vierte Studioalbum der Band wurde im Mai 2008 als Download auf der offiziellen Website der Band präsentiert. Als „Dankeschön“ für die Unterstützung in der 25-jährigen Bandgeschichte war der Download bis zum Februar 2009 kostenlos.
Im Herbst 2008 trat Kajagoogoo in Dänemark auf sowie auf dem Retrofest in Strathclyde Country Park, Lanarkshire (Schottland) und in Sopot auf dem dortigen Sopot Festival 2008. Im November ging die Band auf Tournee in Deutschland. In acht deutschen Städten gastierten die fünf Kajas auf Club-Bühnen. Während dieser Kajagoogoo mit Limahl Reunion-Tour 2008 präsentierte das Quintett neben einigen Neuinterpretationen altbekannter Hits vier neu komponierte Lieder, die als EP Death Defying Headlines Ende 2008 veröffentlicht wurden.
2010 bekam Beggs das Angebot, in Steve Hacketts Band als Bassist einzusteigen. Seitdem gab es (Stand 2025) keine weiteren gemeinsamen Auftritte.

## Diskografie

### Studioalben
| Jahr | Titel                         | Höchstplatzierung, Gesamtwochen, AuszeichnungChartplatzierungen (Jahr, Titel, Platzierungen, Wochen, Auszeichnungen, Anmerkungen) | Höchstplatzierung, Gesamtwochen, AuszeichnungChartplatzierungen (Jahr, Titel, Platzierungen, Wochen, Auszeichnungen, Anmerkungen) | Höchstplatzierung, Gesamtwochen, AuszeichnungChartplatzierungen (Jahr, Titel, Platzierungen, Wochen, Auszeichnungen, Anmerkungen) | Höchstplatzierung, Gesamtwochen, AuszeichnungChartplatzierungen (Jahr, Titel, Platzierungen, Wochen, Auszeichnungen, Anmerkungen) | Höchstplatzierung, Gesamtwochen, AuszeichnungChartplatzierungen (Jahr, Titel, Platzierungen, Wochen, Auszeichnungen, Anmerkungen) | Anmerkungen                                 |
| Jahr | Titel                         | DE | AT | CH | UK | US | Anmerkungen                                 |
| ---- | ----------------------------- | --- | --- | --- | --- | --- | ------------------------------------------- |
| 1983 | White Feathers                | DE7 (27 Wo.)DE | AT15 (4 Wo.)AT | — | UK5 Silber · (20 Wo.)UK | US38 (20 Wo.)US | Erstveröffentlichung: April 1983            |
| 1984 | Islands                       | DE17 (11 Wo.)DE | — | CH13 (5 Wo.)CH | UK35 (3 Wo.)UK | — | Erstveröffentlichung: 21. Mai 1984          |
| 1985 | Crazy People’s Right to Speak | — | — | — | — | US185 (4 Wo.)US | Erstveröffentlichung: Oktober 1985 als Kaja |

Weitere Studioalben
- 1985: Extra Play (als Kaja)
- 2008: Gone to the Moon

### Kompilationen
- 1993: Too Shy – The Singles and More (Kajagoogoo und Limahl)
- 1996: The Very Best of Kajagoogoo
- 1996: The Best Of (Kajagoogoo und Limahl)
- 1998: Premium Gold Collection
- 2000: Kajagoogoo & Limahl (Kajagoogoo und Limahl)
- 2003: The Very Best of Kajagoogoo and Limahl
- 2009: Too Shy: The Best of Kajagoogoo & Limahl (Kajagoogoo und Limahl)
- 2011: So80s Presents Kajagoogoo (Curated by Blank & Jones)
- 2012: Kajagoogoo and Limahl – The Hits (2 CDs)
- 2014: Kajagoogoo and Limahl – Original Album Series (5 CDs)

### Singles
| Jahr | Titel Album                                    | Höchstplatzierung, Gesamtwochen, AuszeichnungChartplatzierungen (Jahr, Titel, Album, Platzierungen, Wochen, Auszeichnungen, Anmerkungen) | Höchstplatzierung, Gesamtwochen, AuszeichnungChartplatzierungen (Jahr, Titel, Album, Platzierungen, Wochen, Auszeichnungen, Anmerkungen) | Höchstplatzierung, Gesamtwochen, AuszeichnungChartplatzierungen (Jahr, Titel, Album, Platzierungen, Wochen, Auszeichnungen, Anmerkungen) | Höchstplatzierung, Gesamtwochen, AuszeichnungChartplatzierungen (Jahr, Titel, Album, Platzierungen, Wochen, Auszeichnungen, Anmerkungen) | Höchstplatzierung, Gesamtwochen, AuszeichnungChartplatzierungen (Jahr, Titel, Album, Platzierungen, Wochen, Auszeichnungen, Anmerkungen) | Anmerkungen                                |
| Jahr | Titel Album                                    | DE | AT | CH | UK | US | Anmerkungen                                |
| ---- | ---------------------------------------------- | --- | --- | --- | --- | --- | ------------------------------------------ |
| 1983 | Too Shy White Feathers                         | DE1 (20 Wo.)DE | AT4 (14 Wo.)AT | CH2 (10 Wo.)CH | UK1 Gold · (13 Wo.)UK | US5 (19 Wo.)US | Erstveröffentlichung: Januar 1983          |
| 1983 | Ooh to Be Ah White Feathers                    | DE20 (13 Wo.)DE | — | — | UK7 (8 Wo.)UK | — | Erstveröffentlichung: März 1983            |
| 1983 | Hang On Now White Feathers                     | DE41 (7 Wo.)DE | — | — | UK13 (9 Wo.)UK | US78 (4 Wo.)US | Erstveröffentlichung: Mai 1983             |
| 1983 | Big Apple Islands                              | DE13 (13 Wo.)DE | — | CH7 (8 Wo.)CH | UK8 (8 Wo.)UK | — | Erstveröffentlichung: September 1983       |
| 1984 | The Lion’s Mouth Islands                       | DE40 (9 Wo.)DE | — | — | UK25 (7 Wo.)UK | — | Erstveröffentlichung: Februar 1984         |
| 1984 | Turn Your Back on Me Islands                   | DE25 (10 Wo.)DE | — | — | UK47 (4 Wo.)UK | — | Erstveröffentlichung: Mai 1984             |
| 1985 | Shouldn’t Do That Crazy Peoples Right to Speak | — | — | — | UK63 (6 Wo.)UK | — | Erstveröffentlichung: August 1985 als Kaja |

Weitere Singles
- 1984: The Power to Forgive
- 1985: Turn Your Back on Me (als Kaja, nur USA)
- 2007: Rocket Boy
- 2008: Death Defying Headlines

### Videoalben
- 1983: Kajagoogoo: Music Video (VHS/Laserdisc)
- 1983: White Feathers Tour (Live in London) (VHS/Laserdisc)
- 2009: Too Shy: The Best of Kajagoogoo & Limahl (DVD, nur in England)

## Auszeichnungen für Musikverkäufe
| Goldene Schallplatte - Frankreich - 1983: für die Single Too Shy - Neuseeland - 1983: für die Single Too Shy |

Anmerkung: Auszeichnungen in Ländern aus den Charttabellen bzw. Chartboxen sind in ebendiesen zu finden.
| Land/RegionAuszeichnungen für Musikverkäufe (Land/Region, Auszeichnungen, Verkäufe, Quellen) | Silber  | Gold     | Platin | Verkäufe | Quellen         |
| -------------------------------------------------------------------------------------------- | ------- | -------- | ------ | -------- | --------------- |
| Frankreich (SNEP)                                                                            | —       | Gold1    | —      | 500.000  | infodisc.fr     |
| Neuseeland (RMNZ)                                                                            | —       | Gold1    | —      | 10.000   | Einzelnachweise |
| Vereinigtes Königreich (BPI)                                                                 | Silber1 | Gold1    | —      | 560.000  | bpi.co.uk       |
| Insgesamt                                                                                    | Silber1 | 3× Gold3 | —      |          |                 |

## Auszeichnungen bei Musikpreisen
- 1983: Bravo Otto in Silber[9]
- 1983: Formel Eins Preis für eine Nummer 1 in Deutschland[10]
- 1983: ASCAP Award (einer der meistgespielten Songs des Jahres 1983 im amerikanischen Radio)[11]

## Trivia
- Auf einem Konzert 1983 sangen Kajagoogoo oder vielmehr Limahl und Nick Beggs ein nicht veröffentlichtes kurzes A-cappella-Stück: Over the Top. Jenes taucht umbenannt in O. T. T. (Over the Top) auf der B-Seite der ersten Solo-Single von Limahl auf (Only for Love). Auf einschlägigen Video-Websites kann man diesen 1:50 Min kurzen Live-Auftritt sehen.[12]
- Der Bandname Kajagoogoo ist angelehnt an Babysprache. Laut Nick Beggs ist es eine Abwandlung von Ga Ga Goo Goo. Der Name sollte nichts bedeuten, aber einprägsam sein.
- Nick Beggs ungewöhnliche „Bassgitarre“ ist ein Chapman Stick.
- Das Instrumental-Stück Kajagoogoo aus dem Album White Feathers, in dem die Band in der Songmitte ein paar mal „K-A-J-A, G-O-O, G-O-O“ laut buchstabieren, wurde für die Live-Auftritte um zwei von Limahl eingesungene Strophen ergänzt. Unter anderem singt er: „That’s a strange name, where is it coming from? That’s a strange name.“
- Jez’ richtiger Vorname lautet Jeremy.
- Trotz Kajagoogoos Bubble-Gum-Image schrieb die Band auch ernsthaftere Lieder. Frayo vom Album White Feathers handelt von der Militärherrschaft in Polen (Ausnahmezustand 1981–1983).
- Um dem besonderen Outfit noch eine weitere Note zu verleihen, trat Frontmann Limahl während der ersten Tournee mit zwei verschiedenfarbigen Turnschuhen auf der Bühne auf.
- Too Shy verkaufte sich dermaßen schnell, dass die Plattenfirma nicht genug neue Vinyl-Scheiben pressen konnte, um die Nachfrage zu decken. Als die Single auf Platz 1 der englischen Charts kletterte, wurden täglich 30.000 Kopien verkauft.[13]
- Im Jahr 2006 belegte Too Shy Platz 27 der VH1’s „Greatest Songs of the 1980s“.[14]
- Für das Computerspiel Die Sims 2: Open for Business wurde Too Shy in der Spielsprache Simlisch neu aufgenommen und kann dort im Radio gehört werden.
- In der Serie American Horror Story hatte Kajagoogoo in der neunten Staffel namens 1984 einen Auftritt, der jedoch von anderen Schauspielern gespielt wurde.[15]